# Theater an der Wien

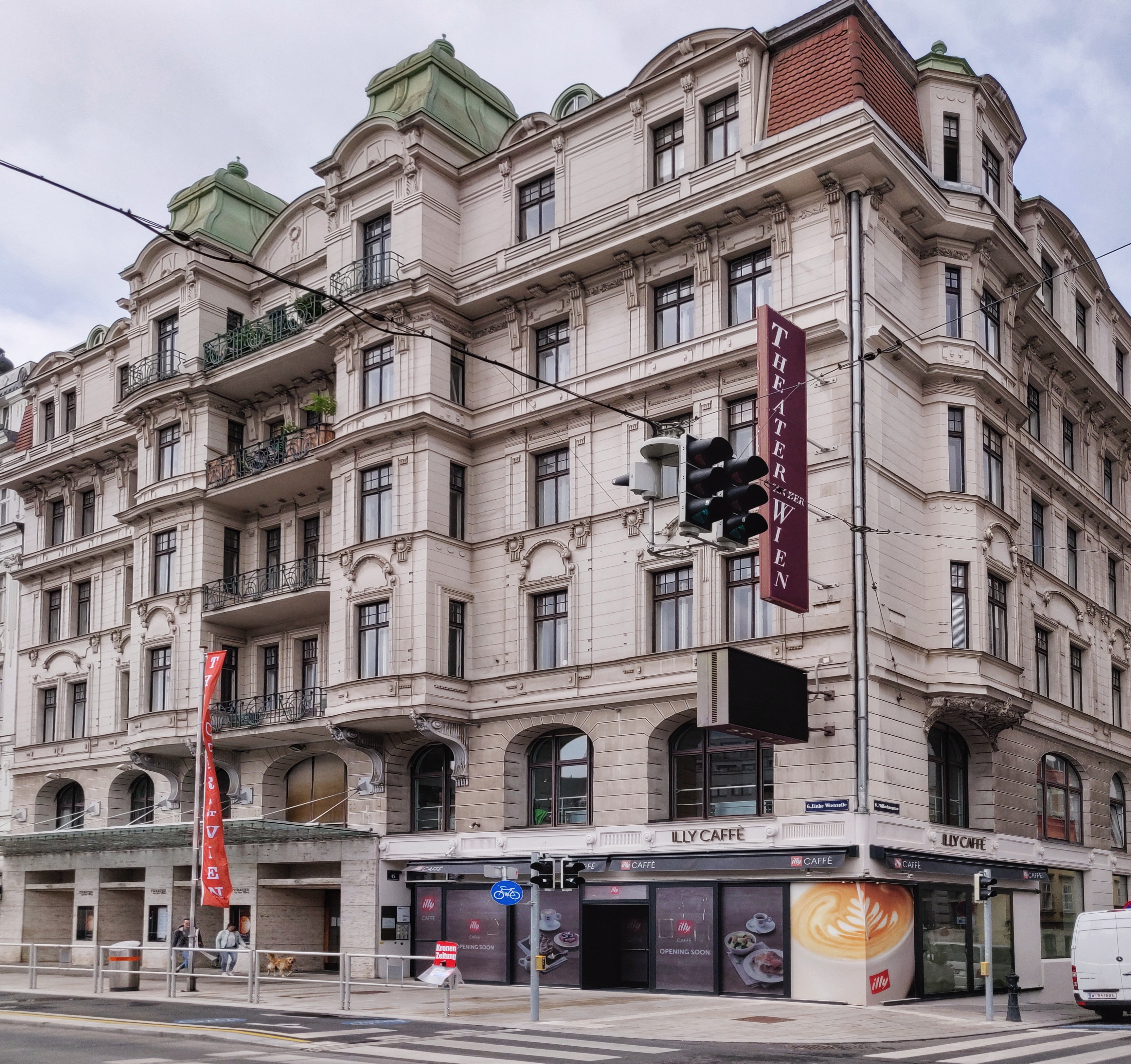
Façade principale du Theater an der Wien en 2020.

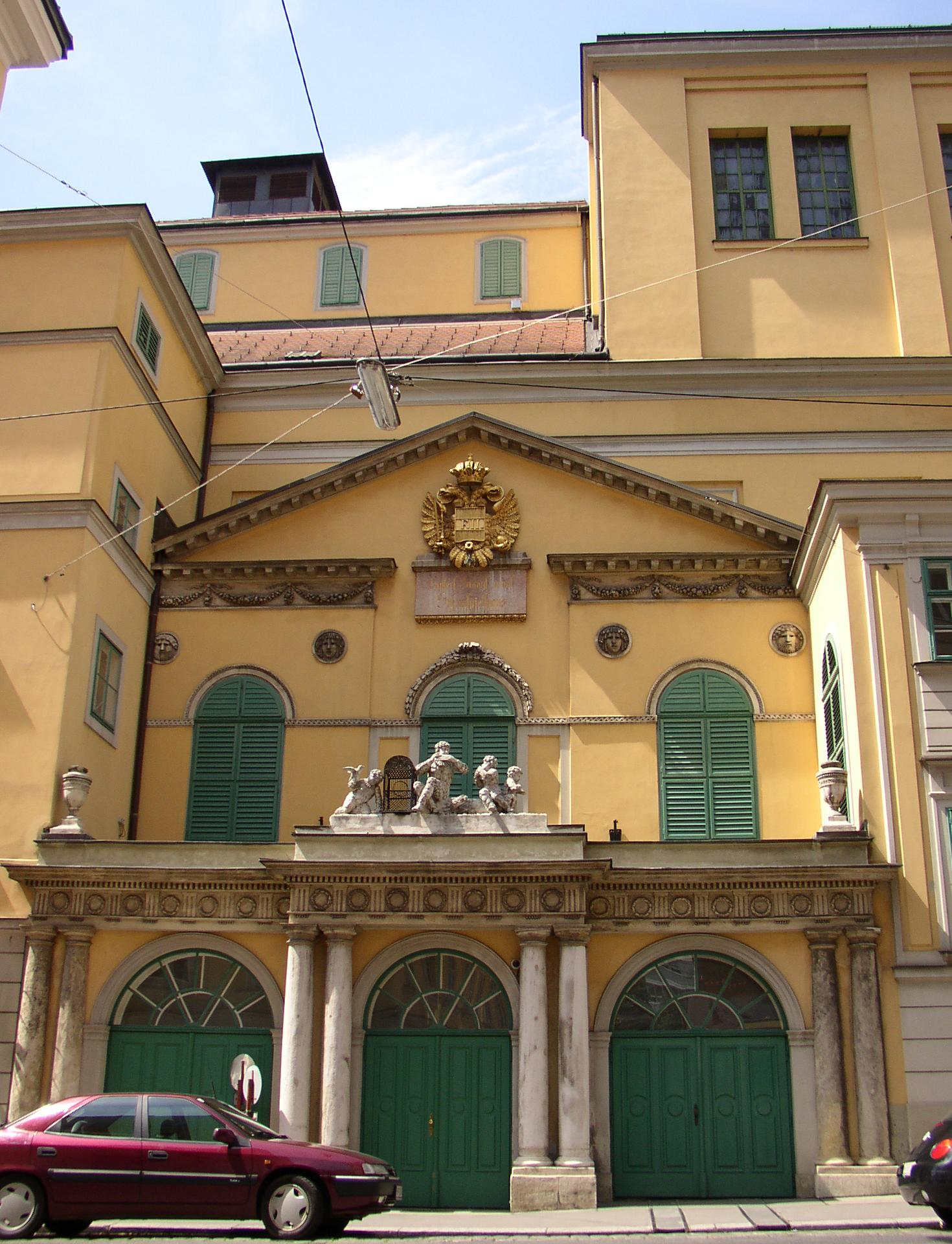
Le pont Papageno

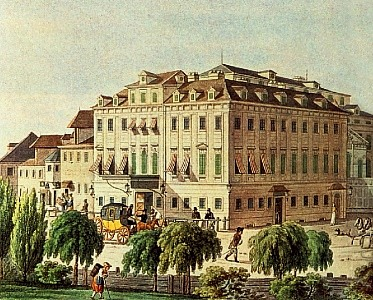
Le Theater an der Wien au début du XIX par Jakob Alt

Le Theater an der Wien est un théâtre historique de Vienne construit au début du XIXe siècle dans le style Empire sous l'impulsion de l'impresario Emanuel Schikaneder.

## Histoire du théâtre

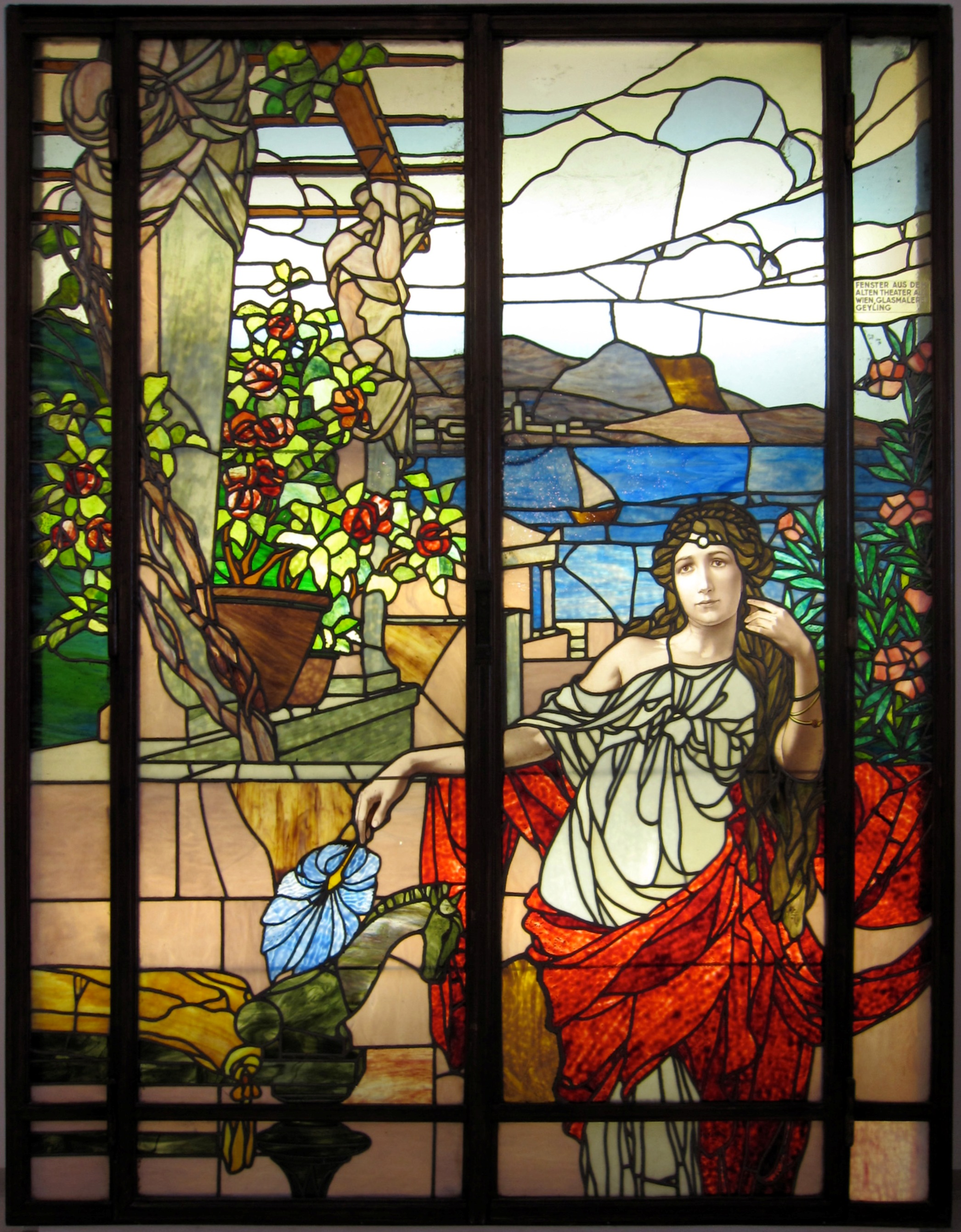
Vitrail de Carl Geyling's Erben, réalisé vers 1900 pour l'ancien Theater an der Wien.

Emanuel Schikaneder s'était vu octroyer un permis de construire par l'empereur Joseph II d'Autriche en 1786 pour bâtir un nouveau théâtre, mais ce n'est qu'en 1798 qu'il se décida à commencer les travaux. Les plans furent conçus par l'architecte Franz Jäger et la construction fut achevée en 1801. Le théâtre fut inauguré le 13 juin 1801 avec un prologue écrit par Schikaneder suivi d'une représentation de l'opéra Alexander de Franz Teyber. Le bâtiment fut alors décrit comme « le plus richement équipé et un des plus grands théâtres de son temps ».
Le théâtre doit son nom non pas à la ville mais à la rivière Vienne (die Wien), sur les quais de laquelle le théâtre a été construit. De nos jours, la Vienne est recouverte à cet endroit, et le site abrite le Naschmarkt, le marché le plus célèbre de Vienne. Seule une portion du bâtiment original subsiste aujourd'hui : le pont Papageno à la mémoire de Schikaneder, qui est représenté jouant le rôle de Papageno dans La Flûte enchantée, un rôle qu'il avait écrit pour lui-même. On le voit avec ses trois enfants, jouant les « Trois garçons » dans le même opéra.
Le théâtre connut un âge d'or avec l'apogée de l'opérette viennoise. De 1945 à 1955 il abrita l'Opéra d'État de Vienne, dont le bâtiment avait été détruit par les bombardements alliés au cours de la Seconde Guerre mondiale. En 1955 cependant, le Theater an der Wien fut fermé pour raisons sanitaires. Il resta abandonné pendant plusieurs années, et au début des années 1960 fut menacé d'être converti en parking. En 1962, il trouva une nouvelle utilité en devenant un temple de la comédie musicale contemporaine. Plusieurs spectacles musicaux anglophones eurent leur première en allemand au Theater an der Wien. Cats y fut joué pendant sept ans.

## Créations majeures au Theater an der Wien
Haut-lieu de la vie artistique viennoise jusqu'au début du XXe siècle, le Theater an der Wien vit la création de pièces théâtrales ou musicales majeures, parmi lesquelles :
- 5 avril 1803 : Deuxième symphonie et 3e concerto pour piano de Ludwig van Beethoven
- 7 avril 1805 : Troisième symphonie de Beethoven
- 20 novembre 1805 : Fidelio de Beethoven (le compositeur vécut dans le théâtre plusieurs mois à l'invitation de Schikaneder durant l'élaboration de l'œuvre)
- 23 décembre 1806 : Concerto pour violon de Beethoven
- 22 décembre 1808 : Cinquième et Sixième symphonie, Fantaisie chorale, Concerto pour piano no 4 de Beethoven
- 1817 : L'Aïeule de Franz Grillparzer
- 1823 : Rosamunde, princesse de Chypre de Helmina von Chézy avec la musique de scène de Franz Schubert
- 5 avril 1874 : La Chauve-Souris de Johann Strauss II
- 30 décembre 1905 : La Veuve joyeuse de Franz Lehár